# Zhang Fengliu
Zhang Fengliu (chiń. upr. 张凤柳; pinyin Zhāng Fèngliǔ; ur. 15 listopada 1989) – chińska zapaśniczka. Brązowa medalistka olimpijska z Rio de Janeiro 2016 w kategorii 75 kg, mistrzyni świata.
Startuje w stylu wolnym w kategorii wagowej do 72 kg. Złota medalistka mistrzostw świata z Budapesztu. Dwukrotna brązowa medalistka mistrzostw Azji (2008, 2009). Pierwsza w Pucharze Świata w 2007, druga w  2013 i trzecia w 2014 roku.